# Pons Ier de Marseille
Pour les articles homonymes, voir Pons de Marseille.
Pons Ier de Marseille, mort en 1015, est un évêque de Marseille de la deuxième partie du Xe siècle et du début du siècle suivant, issue de la famille vicomtale de Marseille.

## Biographie

### Origines
Pons est le fils de Guillaume I, premier vicomte de Marseille et Belielde,.
Il a notamment pour frères Guillaume II (mort après 1050), qui succèdera à leur père, et Foulques (Fulco) (mort après 1067), qui succèdera à Guillaume II,.

### Épiscopat
Pons est mentionné pour la première fois comme évêque de Marseille dans un document du 6 mars 977,. Il succède à son oncle, Honorat,.
Il poursuit les travaux de restauration de l'abbaye Saint-Victor de Marseille. Les attentions du prélat auprès de l'abbaye lui valent même, dans une charte de 1001, le titre évêque de Saint-Victor.

### Prise de l'habit de Saint-Victor
Il semble démissionner et prendre l'habit à Saint-Victor, en 1008,.
« Il fit donation à la dite abbaye de biens provenant de l'héritage de Guillaume et de Belielde, ses père et mère, et de son oncle. Ces biens étaient situés dans la vallée de Trets : à Pourcieux, à Peynier, à Saint-Andéol, à Ollières, dans le comté de Fréjus et à Arles (S. V. 18). »
Son nom figure dans un acte de l'an 1014.
Pons semble mourir le 30 mars 1015 (Albanés),.